# Telepal f
『月刊Telepal f』（げっかんテレパルエフ）とは小学館が発行していた、女性向けテレビ情報誌である。2007年8月24日発売の10月号（第60号）を最後に休刊した。

## 概要
もとは、小学館が発行していたFM放送情報等を核とした雑誌『FMレコパル』（後に「レコパル」に改称）や『サウンドレコパル』（現在休刊中）・『BE-PAL』の姉妹雑誌として1982年12月9日に『TeLePAL (テレパル)』として創刊された。創刊当時、かなり珍しい2週間分のテレビ番組表雑誌であった。創刊予告の広告には力道山が登場していた。年末年始とお盆休みを除き、原則隔週水曜日発売。その後幾度かリニューアルを繰り返したが2002年9月に隔週刊誌の発売を完全に中止し、同年9月24日、それに代わる形で新たに月刊誌として創刊した。
特にF1、F2層（20-30代）の女性をターゲットとし1ヶ月間のテレビ番組表や関連記事を多数掲載している。関東首都圏版と、関西版の2版のみ発売された。『テレパル』時代は1985年10月以降中部版も存在した(それまでは関東版に系列局名の載った独自版を販売していた）が、月刊化と同時に中部地区からは撤退している。
『テレパル』時代は姉妹誌の性格からか、従来のテレビ情報誌と比較してエアチェックに重点を置いた編集がなされていた。主な映画番組の紹介記事には録画するのにちょうどよいテープ長が番組をそのまま録画した場合と本編のみ録画した場合との2通りで掲載されていたほか、主要番組のタイトルラベルが付属していた。他に、テレビを文化的にみた視点での記事も多かったばかりか初期の読者の投稿コーナーでは読者同士の批判合戦も見られる位に過激であった。また「ビッグコミック」「FMレコパル」と同じくナマズのキャラクターがおり、編集部おすすめ番組のマークとしても番組表で使われていた。
オリジナルキャラクターで「ペラ子」がいた。